# Kasper Suski
Kasper Suski lub Gaspare Castiglione – złotnik krakowski, z pochodzenia Włoch z Florencji, szlachcic polski, właściciel dóbr suskich.
Gaspare Castiglione nabył w 1554 Suchą wraz z sąsiednią Stryszawą od poprzedniego właściciela Stanisława Słupskiego. W 1556 ożenił się z jego córką Jadwigą Słupską, przez które wszedł w związki rodzinne ze szlachtą oświęcimską. Za sprawą szwagra Jana Saszowskiego vel Palczowskiego (żonatego z Dorotą Słupską), szlachcica od Domu Saszowskich (herbu Saszor), sędziego zatorskiego i posła sejmowego, Kasper uzyskał nobilitację szlachecką i herb Saszor, wydany na Sejmie Walnym w Warszawie w dniu 21 lutego 1564 roku, i spełniły jego marzenia o szlachectwie. Przyjął polskie nazwisko wywodzące się od nazwy jego dóbr – Suski. Dobra suskie pozostawały w rękach Suskich do 1608, kiedy kupił je Piotr Komorowski.
Kasper Suski wybudował około 1580 u stóp Kocurowej Góry obronny dwór drewniano-kamienny, który stanowi najstarszą część istniejącego do dzisiaj zamku suskiego, nazywanego niekiedy „Małym Wawelem”. Obecnie mieści się w nim hotel i restauracja noszące nazwę „Kasper Suski”.